# Bac Lieu
Bac Lieu (vietnamita: Bạc Liêu) é uma província do Vietnã.